# 브룩다이커
브룩다이커 (Cephalophus brookei)는 영양의 일종이다. 라이베리아와 시에라리온 그리고 코트디부아르 전역에 분포한다. 오길비다이커의 아종으로 간주했었지만 현재는 별도의 종으로 격상되었다.